# Monrovia (Kalifornija)
Monrovia je grad u američkoj saveznoj državi Kalifornija. Prema popisu stanovništva iz 2010. u njemu je živjelo 36.590 stanovnika.